# Les Leston
Alfred Lazarus Fingleston, bolj znan kot Les Leston,  britanski dirkač Formule 1, * 6. december 1920, Bulwell, Nottinghamshire, Anglija, Združeno kraljestvo, † 13. maj 2012, Anglija.
Les Leston je debitiral na zadnji dirki sezone 1956 za Veliko nagrado Italije, kjer je odstopil. V naslednji sezoni 1957 je nastopil še na dirki za Veliko nagrado Monaka, kjer se mu ni uspelo kvalificirati na dirko, in domači dirki za Veliko nagrado Velike Britanije, kjer je odstopil, kasneje pa ni več dirkal v Formuli 1.

## Popolni rezultati Formule 1
(legenda) (odebeljene dirke pomenijo najboljši štartni položaj, poševne pa najhitrejši krog, †-uvrščen kljub odstopu)
| Leto | Moštvo                   | Šasija           | Motor             | 1   | 2       | 3   | 4   | 5      | 6   | 7   | 8       | Prv | Toč |
| ---- | ------------------------ | ---------------- | ----------------- | --- | ------- | --- | --- | ------ | --- | --- | ------- | --- | --- |
| 1956 | Connaught Engineering    | Connaught Type B | Alta Straight-4   | ARG | MON     | 500 | BEL | FRA    | VB  | NEM | ITA Ret | -   | 0   |
| 1957 | Cooper Car Company       | Cooper T43       | Climax Straight-4 | ARG | MON DNQ | 500 | FRA |        |     |     |         | -   | 0   |
| 1957 | Owen Racing Organisation | BRM P25          | BRM Straight-4    |     |         |     |     | VB Ret | NEM | PES | ITA     | -   | 0   |